# Falconer (novela)
Falconer es la cuarta novela del escritor estadounidense John Cheever. Fue publicada en 1977 y trata del tiempo en prisión de Farragut, un profesor universitario acusado de matar a su hermano.
Es reconocida como la obra maestra de Cheever y ha sido considerada por Time como una de los 100 mejores novelas en inglés escritas desde 1923, fecha de fundación de la revista.
Fue escrito por John Cheever tras su rehabilitación definitiva de su adicción al alcohol.

## Trama
Ezekiel Farragut llega a Falconer, una prisión en Nueva York, tras ser condenado por haber asesinado a su hermano. El protagonista enfrenta sus días en la cárcel tratando de mantener su humanidad en el intenso entorno carcelario donde momentos de su biografía se revelan para definir su propio futuro.
Durante la novela, Farragut es sometido a un tratamiento contra la adicción a la heroína, sostiene un romance con otro prisionero, el encantador Jody, y finalmente escapa de prisión al mismo tiempo en que encuentra un nuevo sentido a su vida.